# كريستين أمان بور
كريستين أمان بور (بالفارسية: کریستین امان‌پور) هي صحفية ومضيفة تلفزيونية بريطانية من أصل إيراني. وهي رئيسة المراسلين الدوليين لسي إن إن ومقدمة برنامج المقابلات الليلي على سي إن إن الدولية أمان بور. أمان بور أيضاً معتمدة الشؤون العالمية في ايه بي سي نيوز. منذ عام 2014، كانت قد تم الاعتراف بها باعتبارها واحدة من الصحفيين الأكثر متابعة من قبل معظم قادة العالم على تويتر وفقا لتقرير صادر عن شركة العلاقات العامة بيرسون مارستيلر.

## الجوائز
- رتبة الإمبراطورية البريطانية، 2007

## الحياة الشخصية

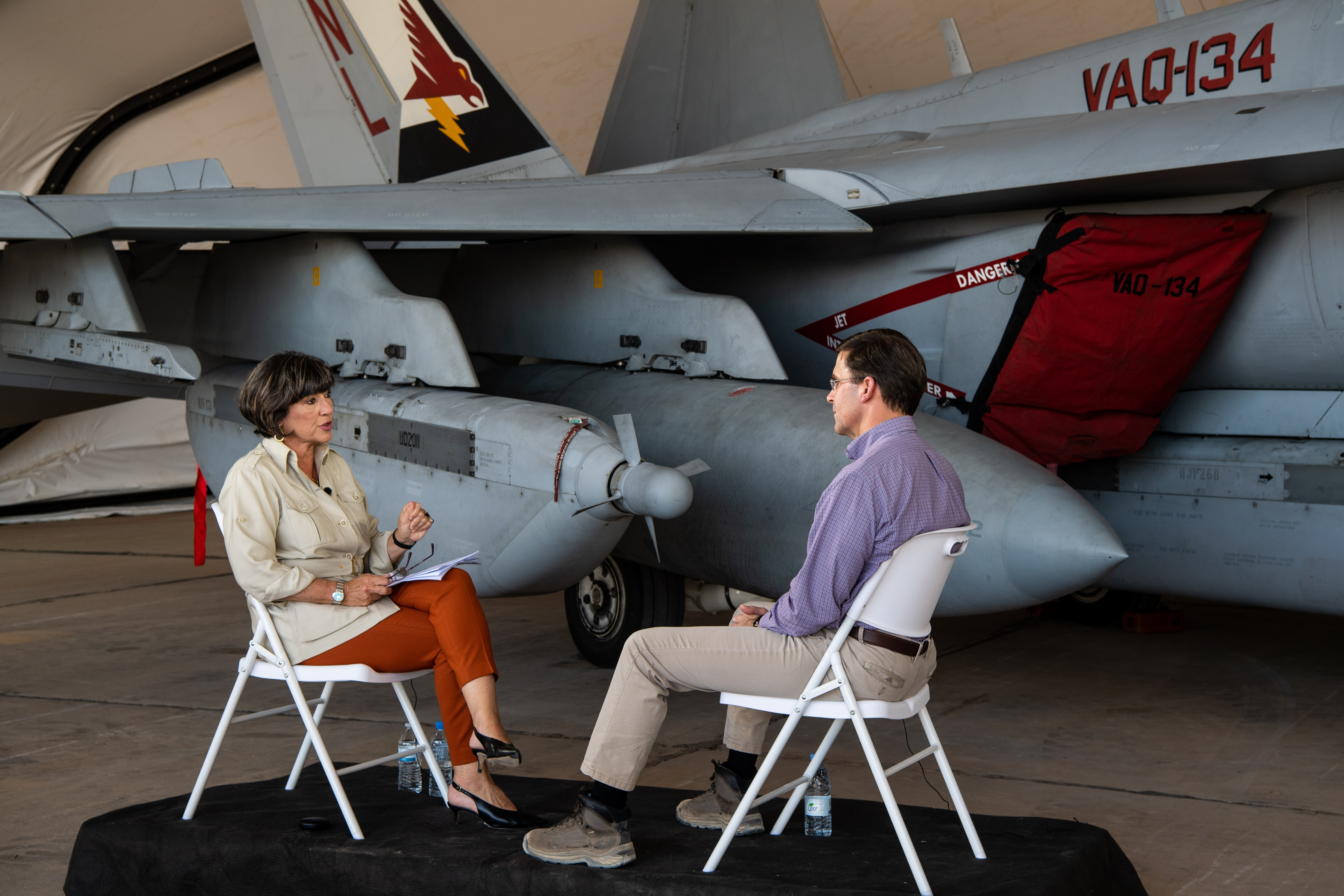
وزير الدفاع مارك تي إسبر يجري مقابلة مع كريستين أمان بور من شبكة سي إن إن أثناء زيارته لقاعدة الأمير سلطان الجوية في الخرج بالمملكة العربية السعودية، 22 أكتوبر 2019.

ولدت في لندن، إنجلترا، هي بنت لمحمد أمان بور، انتقلت إلى طهران وعاشت لأحد عشر عاما هناك. هي تتحدث الفارسية والإنجليزية بطلاقة.
تزوجت جيمس روبن في 1998 والذي كان وقتها متحدث باسم وزارة الخارجية الأمريكية. أنجبت ابنها داريوس جيمس روبن سنة 2000.

## وصلات خارجية
- كريستيان آمانبور على موقع IMDb (الإنجليزية)
- كريستيان آمانبور على موقع الموسوعة البريطانية (الإنجليزية)
- كريستيان آمانبور على موقع ميوزك برينز (الإنجليزية)
- كريستيان آمانبور على موقع إن إن دي بي (الإنجليزية)
- كريستيان آمانبور على موقع قاعدة بيانات الفيلم (الإنجليزية)
- كريستيان آمانبور على موقع كينوبويسك (الروسية)
- كريستين أمان بور على سي-سبان
- كريستين أمان بور في تشارلي روز